# Кременчуцька перша міська лікарня імені О. Т. Богаєвського
КНМП «Кременчуцька перша міська лікарня імені О. Т. Богаєвського» — багатопрофільний медичний заклад у Кременчуці.

## Назва
За історію медичний заклад кілька разів змінював свою назву. У 1864 році — повітова лікарня, згідно Наказу Громадського піклування (керівна установа лікувальних закладів на той період) передається Земству і отримує статус Кременчуцької Губернської Земської лікарні. Після Жовтневої революції заклад став називатися Першою Радянською лікарнею. Але поступово слово «радянська» зникло з офіційних документів і наприкінці 60-х років 20-о століття уже не вживалося зовсім. А у 1999 році, на честь 195-річчя від дня заснування, рішенням XV сесії міської ради XXIII скликання від 23 грудня 1999 року лікарні присвоєно ім'я лікаря свого часу О. Т. Богаєвського.

## Історія

### Російська імперія
1804 року, коли на пустирі між річками Болотиста Руда (Крива Руда) та Кагамлик була побудована двоповерхова дерев'яна лікарня на 30 ліжок (за іншими даними на 60 ліжок) у складі Кременчуцького Богоугодного закладу і налічувала 11 палат, операційну та християнську церкву. До цього у Кременчуці лікарні не було, функціонувало лише дві богадільні для інвалідів на 50 місць. Тож деякі фабриканти у своїх маєтках тримали власного лікаря чи підлікаря, а також мали аптечки. Також у місті проживали вільно практикуючі лікарі, котрі надавали медичну допомогу тим, хто мав змогу її оплатити. Діяла також одна аптека, відкрита у 1770 році, а мешканців міста цього року налічувалося понад 9000. Головною передумовою створення у складі лікарні, був бурхливий розвиток у місті торгівлі й промисловості. Цьому сприяло зручне географічне розташування Кременчука, що знаходився на важливій водній артерії — Дніпрі та перехресті стародавніх торгових шляхів — Ромоданівського й Муравського. Поряд з тим, у 1796 році до Кременчука був офіційно приєднаний посад Крюків, а з 1802 року Кременчук стає повітовим містом Полтавської губернії.
Відтак, у 1803 році імператор Олександр I розпорядився відкрити у новоствореній Полтавській губернії та Кременчуці, зокрема, Богоугодні заклади. На створення лікарні призначеному піклувальникові Кременчуцького богоугодного закладу О. Ф. Козачковському було виділено 4357 карбованців 50 копійок. У штаті новозбудованої лікарні, який визначався «Настановлением смотрителю Богоугодных заведений Полтавской губернии», був затверджений один лікар і кілька медичних сестер, а для догляду за хворими залучалися сторонні особи. Одразу ж після відкриття закладу, за ініціативою генерал-губернатора, князя А. Куракіна, медичним персоналом розпочато щеплення проти віспи дитячого населення Кременчука, як і в цілому по Полтавській губернії. У наступні роки лікарі цього лікувального закладу не лише лікували хворих, але й займалися дослідницькою та науковою роботою, тісно спілкуючись із вченими Київської Братської академії.
Істотна особливість, лікування у лікарні було платним, досить дорогим і таким залишалося протягом тривалого періоду, що робило його майже недоступним для бідних мешканців.
Через 50 років населення міста збільшилося майже до 24 тисяч. Лікарня за рахунок приміщення колишнього Будинку для інвалідів розширилася й уже мала 200 ліжок, що розміщувалися у 23 палатах. Із 1890 року у медичному закладі починає функціонувати клінічна лабораторія, а хірургічне відділення оснащується сучасним закордонним обладнанням, що дозволило проводити тут найскладніші операції. Завдяки відкриттю у 1840 році медичного факультету при Київському університеті, в колектив закладу влились молоді лікарі.
Лікарня володіла 10 гектарами землі, на якій вирощувалися лікарські трави, що потім використовувалися для лікування хворих, а також здавалися на Кременчуцьку хіміко-фармацевтичну фабрику. У 1869 році у місті налічувалося три приватних аптеки та одна казенна, які заготовляли 120 видів лікарських рослин.
Поштовх до подальшого розвитку лікувального закладу дала земська реформа 1864 року. Кременчуцьке Земство підпорядкувало собі лікарню, здійснюючи контроль за її діяльністю, вирішуючи питання фінансування, підбору кадрів, удосконалення організаційних форм надання медичної допомоги. Завдячуючи цьому, наступного року було організовано дві лікарські дільниці та один фельдшерський пункт, а на лікування одного хворого уже витрачався понад 21 карбованець на рік. Доволі частими хворобами, що доводилося лікувати лікарям даного медичного закладу, були наступні: ущемлені грижі, травматичні й акушерсько-гінекологічні кровотечі, переломи.
У 1899 році населення Кременчука уже складало більше 63 тисяч, а площа міста значно збільшилася, що й послугувало причиною запровадження сучасного на той час громадського транспорту — трамваю. Того ж року, завдяки наполяганню керівника лікарні О. Т. Богаєвського, вона з'єднується трамвайним сполученням із житловими кварталами міста. А у 1912 році у медичному закладі, на зміну керосиновим лампам, прийшло електричне освітлення. Одночасно з електрифікацією лікарні, з'явилися й перші електричні фізіотерапевтичні прилади, зокрема, лампа-соллюкс.

### Радянський союз
Після 1917 року в лікарні було розгорнуто 245 ліжок: загальні (хірургічні, терапевтичні, неврологічні тощо), інфекційні, акушерські, психіатричні й інші. Але ця кількість ліжок не задовольняла потреб понад 70 тисяч кременчужан у стаціонарному лікуванні. Лікарня була переповнена і влітку хворі лежали навіть на верандах.
У 1926 році було відкрито кілька акушерських ліжок, а у 1937 році — на території цієї ж лікарні побудовано пологовий будинок на 30 ліжок.
У 1927 році в лікарні вперше у місті було змонтовано рентгенівську установку. Рентген-апарат був настільки недосконалим, що дозволяв проводити лише рентгеноскопію. Тож лікар мав простим олівцем замальовувати на папері побачене зображення, а хворий увесь цей час знаходився під дією рентгенівських променів.
Починаючи із 1931 року, на базі лікувального закладу став діяти «Медичний комбінат», до складу якого, крім лікарні, увійшли: Кременчуцька фельдшерсько-акушерська школа, робітничий факультет, курси з підготовки до медичних вузів, вечірній виробничий медичний інститут (філія Харківського медичного інституту). Очолював цей комбінат доцент О. М. Ольшанецький, котрий одночасно виконував і обов'язки головного лікаря лікарні.
Під час Німецько-радянської війни в лікарні розміщувався військовий госпіталь.
У 1946 році завідувачка інфекційного відділення Р. М. Каганова під час лікування хворого, вперше в Полтавській області, вдалася до лікування голодом, а у 1951 році завідувач терапевтичного відділення М. В. Димара — до психотерапії.
70-80-ті роки 20-о століття змінився загальний вигляд цього лікувально-профілактичного закладу й умови перебування хворих: замість одноповерхових споруд, побудованих у перші роки після закінчення війни і розташованих у різних місцях великої території лікарні, споруджено два типових чотириповерхових корпуси: перший — у 1975 році, а другий — у 1982 році.
У 70-х роках ХХ століття, з метою поліпшення якості бактеріологічного контролю, на базі даного закладу створена централізована бактеріологічна лабораторія.
До будівництва приміщення медико-санітарної частини КрАЗ, у клубі лікарні розміщувалася міська медична бібліотека, книжковий фонд якої, станом на 1988 рік, налічував 7 тисяч примірників, а читачами були 1730 медиків, котрих обслуговували два бібліотечних працівники.
Наприкінці 80-х років у лікарні, вперше у місті, було проведено ендоскопічне обстеження шлунку.

### Незалежність
У 1992 році у поліклініці, так само вперше у місті, розпочав прийом лікар-андролог В. О. Ліненко (до цього андрологічний кабінет діяв лише в обласному центрі) та створено «Школу для хворих на цукровий діабет».
У 1996 році міської дезінфекційної станції, на колишній території Першої лікарні утворилося своєрідне медичне містечко, до якого увійшли: стаціонар лікарні, амбулаторія та стаціонарне відділення міського онкологічного диспансеру, Кременчуцький обласний Будинок дитини, міська дезінфекційна станція, філія Полтавського обласного патологоанатомічного бюро та централізована баклабораторія.
Лікар-хірург М. Р. Ушій у 1998 році, вперше в Полтавській області, виконав лапароскопічну холецистектомію. У 2007 році, ним же, вперше в області, застосований аргоно-плазмовий скальпель-коагулятор при класичних і лапароскопічних операціях, а у 2014 році вперше у Кременчуці проведена лапароскопічна операція крурорафія часткова задня фундоплікація за Тупе.

### Історія поліклініки
Стосовно амбулаторної допомоги хворим, то вона до 1881 року надавалася вдома. Саме цього року була організована перша амбулаторія, що знаходилася в одному приміщенні із лікарнею, слугуючи одночасно прийомним відділенням і перев'язувальною. За пораду й допомогу хворі повинні були сплачувати 20 копійок, що дорівнювало ціні 3-4 кілограмів борошна. Починаючи із 1920 року, прийом амбулаторних хворих здійснювався у самостійній робітничій поліклініці на вулиці Цюрупи 36 (нині вул. Майора Борищака) та двох амбулаторіях, що так само були розташовані за межами лікарні. У перші повоєнні роки самостійна поліклініка (робітнича) знаходилася у пристосованому помешканні на розі вулиць Бутиріна (нині вул. Івана Мазепи) та 29 вересня й у 1946 році підпорядкована Першій міській лікарні. У 1961 році дана поліклініка переїздить у щойно побудовану за типовим проектом триповерхову цегляну будівлю на вулиці Бутиріна 26 (нині вул. Івана Мазепи).
Впродовж 1964—1965 рр., на правах структурного підрозділу поліклініки, функціонувала медико-санітарна частина Кременчуцького нафтопереробного заводу, а протягом 1970—2004 рр. у складі поліклініки, за бюджетні кошти і на правах структурного підрозділу, функціонувала медико-санітарна частина закритого типу Кременчуцького заводу дорожніх машин.

## Відділення
До складу лікарні входять такі відділення:
| Відділення                                      | Завідувач                                                               |
| ----------------------------------------------- | ----------------------------------------------------------------------- |
| Приймальне відділення                           |                                                                         |
| Анестезіологічне відділення                     | Лєжньов Дмитро Вікторович                                               |
| Ендокринологічне відділення                     | Леміжанська Ірина Володимирівна                                         |
| Хірургічне відділення                           | Тунік Руслан Анатолійович                                               |
| Гастроентерологічне відділення                  | Пасечная Марина Алексеевна                                              |
| Отоларингологічне відділення                    | Рева Борис Петрович                                                     |
| Неврологічне відділення                         | Піскунова Ірина Миколаївна                                              |
| Офтальмологічне відділення                      | Дороженко Алла Анатоліївна                                              |
| Фізіотерапевтичне відділення                    |                                                                         |
| Пульмонологічне відділення                      | Деменко Ольга Геннадіївна                                               |
| Терапевтичне відділення                         | Кузнєцова Олена Василівна                                               |
| Рентгенологічне відділення                      | Гурін Олександр Георгійович                                             |
| Централізоване стерилізаційне відділення        | Копичко Тетяна Володимирівна (старша медична сестра)                    |
| Поліклінічне відділення (вул. Івана Мазепи, 26) | (денний стаціонар) Підгірна Валентина Павлівна (відділення профоглядів) |